# Sazilly
Sazilly és un municipi francès, situat al departament de l'Indre i Loira i a la regió de Centre – Vall del Loira. L'any 2007 tenia 253 habitants.

## Demografia

### Població
El 2007 la població de fet de Sazilly era de 253 persones. Hi havia 114 famílies, de les quals 25 eren unipersonals (17 homes vivint sols i 8 dones vivint soles), 50 parelles sense fills, 26 parelles amb fills i 13 famílies monoparentals amb fills.
La població ha evolucionat segons el següent gràfic:
Habitants censats

### Habitatges
El 2007 hi havia 146 habitatges, 109 eren l'habitatge principal de la família, 24 eren segones residències i 13 estaven desocupats. 145 eren cases i 1 era un apartament. Dels 109 habitatges principals, 98 estaven ocupats pels seus propietaris, 11 estaven llogats i ocupats pels llogaters i 1 estava cedit a títol gratuït; 1 tenia una cambra, 9 en tenien dues, 16 en tenien tres, 33 en tenien quatre i 50 en tenien cinc o més. 77 habitatges disposaven pel capbaix d'una plaça de pàrquing. A 57 habitatges hi havia un automòbil i a 44 n'hi havia dos o més.

### Piràmide de població
La piràmide de població per edats i sexe el 2009 era:
| Homes | Edats   | Dones |
| ----- | ------- | ----- |
| 0     | 95 o +  | 0     |
| 4     | 90 a 94 | 0     |
| 8     | 85 a 89 | 8     |
| 4     | 80 a 84 | 12    |
| 4     | 75 a 79 | 4     |
| 8     | 70 a 74 | 12    |
| 8     | 65 a 69 | 4     |
| 8     | 60 a 64 | 4     |
| 4     | 55 a 59 | 8     |
| 8     | 50 a 54 | 12    |
| 12    | 45 a 49 | 4     |
| 0     | 40 a 44 | 8     |
| 24    | 35 a 39 | 4     |
| 4     | 30 a 34 | 12    |
| 8     | 25 a 29 | 8     |
| 0     | 20 a 24 | 4     |
| 0     | 15 a 19 | 0     |
| 0     | 10 a 14 | 0     |
| 12    | 5 a 9   | 20    |
| 8     | 0 a 4   | 0     |

## Economia
El 2007 la població en edat de treballar era de 146 persones, 102 eren actives i 44 eren inactives. De les 102 persones actives 90 estaven ocupades (52 homes i 38 dones) i 12 estaven aturades (5 homes i 7 dones). De les 44 persones inactives 13 estaven jubilades, 9 estaven estudiant i 22 estaven classificades com a «altres inactius».

### Ingressos
El 2009 a Sazilly hi havia 111 unitats fiscals que integraven 263 persones, la mediana anual d'ingressos fiscals per persona era de 15.191 €.

### Activitats econòmiques
Dels 10 establiments que hi havia el 2007, 2 eren d'empreses de construcció, 2 d'empreses de comerç i reparació d'automòbils, 2 d'empreses d'hostatgeria i restauració, 2 d'empreses immobiliàries i 2 d'empreses classificades com a «altres activitats de serveis».
Dels 5 establiments de servei als particulars que hi havia el 2009, 2 eren fusteries, 1 perruqueria i 2 restaurants.
L'any 2000 a Sazilly hi havia 23 explotacions agrícoles que ocupaven un total de 464 hectàrees.

## Equipaments sanitaris i escolars
El 2009 hi havia una escola maternal integrada dins d'un grup escolar amb les comunes properes formant una escola dispersa.

## Poblacions més properes
El següent diagrama mostra les poblacions més properes.